# Profecia AIMA
A profecia AIMA difundiu-se durante o reinado do imperador bizantino Manuel I Comneno. Basicamente, consistia em prever que as letras iniciais dos nomes dos imperadores da dinastia dos Comnenos seriam A-I-M-A (em grego:  αιμα), o que significa "sangue" em grego. Os imperadores da dinastia tinham sido, até então, Aleixo I, (Alexios (α) - alfa), João II (Ioannis (ι) - iota) e Manuel I (Manuel - mu), cuja sucessão foi inesperada por ser o terceiro filho de João. Por crer que o nome do seu sucessor devia começar pela letra alfa, Manuel baptizou o primeiro noivo da sua filha Maria com o nome de Aleixo e também um ou dois dos seus filhos ilegítimos, e por fim no seu filho legítimo Aleixo, de seu segundo casamento.
O reinado de Aleixo II durou somente três anos, antes de ter sido deposto e assassinado pelo seu primo Andrónico, com que, aparentemente, se reiniciou o ciclo da profecia AIMA. De acordo com ela, a Andrónico sucederia um imperador com um nome começado por I (iota). Andrónico temia, por isso, que o seu trono fosse usurpado por um outro primo seu, Isaac Comneno de Chipre. Coincidência ou não, Andrónico foi morto durante uma revolta em 1185 e sucedeu-lhe Isaac II Ângelo.